# Albert Keetley (Fußballspieler, 1885)
Albert Edward Keetley (* 8. Juni 1885 in Derby; † 3. Quartal 1946 ebenda) war ein englischer Fußballspieler.

## Karriere
Keetley wurde als zweitältestes Kind einer Familie mit elf Söhnen geboren, von denen acht Profifußballer wurden. Albert war neben Charlie, Frank, Harold, Joe und Tom einer von sechs Brüdern, die in der Football League zum Einsatz kamen.
Keetley spielte in seiner Jugend auch Baseball, 1900 erhielt er eine Medaille von der National Baseball Association. Ende 1906 erhielt er vom in der Football League Second Division spielenden Klub Burton United eine Einladung zum Probetraining und erzielte in einer Partie des Reserveteams den einzigen Treffer der Partie. Burton verpflichtete Keetley daraufhin, was Derby County auf den Plan rief, die behaupteten, Keetley bereits unter Vertrag zu haben. Da Derby Keetley allerdings nur ein einmonatiges Probetraining angeboten hatte, konnte Keetley am 1. Dezember 1906 als rechter Halbstürmer anstelle von Fergus Hunt gegen den FC Glossop auflaufen. Die Partie, in der Keetley von der Athletic News ein „mäßiges Spiel“ bescheinigt wurde, endete in einer 1:2-Niederlage. Seinen zweiten und letzten Saisonauftritt für Burton hatte Keetley am 25. Dezember 1906 als Rechtsaußen bei einer 0:2-Niederlage beim späteren Meister Nottingham Forest. Burton belegte am Ende der Zweitligasaison 1906/07 den letzten Tabellenrang und musste sich das dritte Jahr in Folge für eine Wiederwahl durch die Ligamitglieder um den Verbleib in der Liga bewerben, was misslang.
Der Klub spielte in der Folge in der Birmingham & District League, in der Keetley in der Saison 1907/08 noch einige Male für Burton auflief. In der Volkszählung von 1911 war er immer  noch in Derby wohnhaft und verdiente seinen Lebensunterhalt in der Metallverarbeitung bei der Midland Railway.